# Julia Varady
Júlia Várady (Oradea, 1º settembre 1941) è un soprano ungherese.

## Biografia
Nel 1962 debutta a Cluj-Napoca come Orfeo in Orfeo ed Euridice e Fiordiligi in Così fan tutte.
Nel 1974 è la protagonista in Alceste diretta da Alexander Gibson a Edimburgo ed Aldeburgh per la Scottish Opera.
Nel 1975 canta nella prima assoluta di An die Nachgeborenen di Gottfried von Einem diretta da Carlo Maria Giulini con Dietrich Fischer-Dieskau nella Carnegie Hall di New York e debutta all'Opéra National de Paris come Donna Elvira in Don Giovanni diretta da Charles Mackerras con Ruggero Raimondi e Jane Berbié.
Nel 1976 è Komponist in Ariadne auf Naxos diretta da Wolfgang Sawallisch con James King per la radio RAI e debutta al Festival di Salisburgo come Elettra in Idomeneo, re di Creta diretta da Karl Böhm con i Wiener Philharmoniker, Helen Donath e Peter Schreier. 
Nel 1977 al Bayerische Staatsoper è Zdenka in Arabella diretta da Sawallisch con Edith Mathis, Martha Mödl e Fischer-Dieskau, a Salisburgo Vitellia ne La clemenza di Tito diretta da James Levine con Catherine Malfitano e Tatiana Troyanos.
Nel 1978 al Bayerische Staatsoper è Cordelia nella prima assoluta di Lear di Aribert Reimann diretta da Gerd Albrecht con Helga Dernesch e Fischer-Dieskau, a Salisburgo canta in Lyrische Symphonie in sieben Gesängen nach Gedichten von Rabindranath Tagore di Alexander Zemlinskij con Fischer-Dieskau e debutta al Metropolitan Opera House di New York come Donna Elvira in Don Giovanni diretta da Richard Bonynge con Joan Sutherland e Huguette Tourangeau.
Nel 1980 a Edinburgh è Fiordiligi in Così fan tutte diretta da John Pritchard nella trasferta dell'Opera di Colonia.
Nel 1981 debutta al Teatro alla Scala di Milano come La contessa Rosina nella prima di Le nozze di Figaro diretta da Riccardo Muti con Frederica von Stade, la Berbié e Samuel Ramey e nel 1982 canta nella prima assoluta del Requiem di Reimann con la Dernesch a Kiel.
Nel 1984 alla Scala è Elettra nella prima di Idomeneo, re di Creta diretta da Gianandrea Gavazzeni con Ugo Benelli ed all'Edinburgh International Festival Judith ne Il castello di Barbablù con Fischer-Dieskau.
Nel 1987 a Salisburgo è Donna Elvira in Don Giovanni diretta da Herbert von Karajan con Anna Tomowa-Sintow, Kathleen Battle, Gösta Winbergh, Ferruccio Furlanetto e Paata Burchuladze.
Nel 1992 debutta al Royal Opera House, Covent Garden di Londra come Senta in Der Fliegende Holländer diretta da Christoph von Dohnányi e nel 1993 debutta al Wiener Staatsoper come Senta in Der fliegende Holländer con Matti Salminen seguita da Desdemona in Otello con Vladimir Andreevič Atlantov e Renato Bruson, Leonora de Vargas ne La forza del destino diretta da Marcello Viotti con Leo Nucci e Roberto Scandiuzzi ed Aida con Kristján Jóhannsson.
A Parigi nel 1995 è Abigaille in Nabucco con José Cura, Ramey e Violeta Urmana.
Ancora a Vienna nel 1996 è Leonora ne Il trovatore con Nucci e nel 1998 canta nella Sinfonia n. 8 diretta da Lorin Maazel arrivando a 20 recite viennesi.
Nel 1998 riceve l'Ordine di Massimiliano per le scienze e le arti.
Nel 2003 a Salisburgo canta Ein deutsches Requiem diretta da Fischer-Dieskau con Thomas Hampson.

## Vita privata
È stata sposata col baritono tedesco Dietrich Fischer-Dieskau dal 1977 fino alla morte di lui nel 2012.

## Repertorio
| Ruolo                                 | Titolo                  | Autore           |
| ------------------------------------- | ----------------------- | ---------------- |
| Judith                                | Il castello di Barbablù | Bartók           |
| Leonore                               | Fidelio                 | Beethoven        |
| Micaela                               | Carmen                  | Bizet            |
| Končakovna                            | Il principe Igor'       | Borodin          |
| Tat'jana                              | Evgenij Onegin          | Čajkovskij       |
| Lisa                                  | Pikovaja Dama           | Čajkovskij       |
| Elisetta                              | Il matrimonio segreto   | Cimarosa         |
| Orfeo                                 | Orfeo ed Euridice       | Gluck            |
| Alceste                               | Alceste                 | Gluck            |
| Marguerite                            | Faust                   | Gounod           |
| Ginevra                               | Ariodante               | Händel           |
| Rachel                                | La Juive                | Halévy           |
| Santuzza                              | Cavalleria rusticana    | Mascagni         |
| Cecilio                               | Lucio Silla             | Mozart           |
| Elettra                               | Idomeneo                | Mozart           |
| Cherubino Contessa d'Almaviva Susanna | Le nozze di Figaro      | Mozart           |
| Donna Anna Donna Elvira               | Don Giovanni            | Mozart           |
| Fiordiligi                            | Così fan tutte          | Mozart           |
| Pamina                                | Die Zauberflöte         | Mozart           |
| Vitellia Giulietta                    | La clemenza di Tito     | Mozart           |
| Antonia                               | Les Contes d'Hoffmann   | Offenbach        |
| Fidelia                               | Edgar                   | Puccini          |
| Cio-Cio-San Kate Pinkerton            | Madama Butterfly        | Puccini          |
| Giorgetta                             | Il tabarro              | Puccini          |
| Liù                                   | Turandot                | Puccini          |
| Cordelia                              | Lear                    | Reimann          |
| Angelina                              | La Cenerentola          | Rossini          |
| Adele                                 | Le Comte Ory            | Rossini          |
| Jessonda                              | Jessonda                | Spohr            |
| Olympie                               | Olimpia                 | Spontini         |
| Rosalinde                             | Die Fledermaus          | Strauss, Johann  |
| Saffi                                 | Der Zigeunerbaron       | Strauss, Johann  |
| Diemut                                | Feuersnot               | Strauss, Richard |
| Der Komponist                         | Ariadne auf Naxos       | Strauss, Richard |
| Die Kaiserin                          | Die Frau ohne Schatten  | Strauss, Richard |
| Arabella Zdenka                       | Arabella                | Strauss, Richard |
| Abigaille                             | Nabucco                 | Verdi            |
| Leonora                               | Il trovatore            | Verdi            |
| Violetta Valery                       | La traviata             | Verdi            |
| Donna Leonora di Vargas               | La forza del destino    | Verdi            |
| Elisabetta di Valois Tebaldo          | Don Carlo               | Verdi            |
| Aida                                  | Aida                    | Verdi            |
| Desdemona                             | Otello                  | Verdi            |
| Irene                                 | Rienzi                  | Wagner           |
| Senta                                 | Der fliegende Holländer | Wagner           |
| Freia                                 | Das Rheingold           | Wagner           |
| Sieglinde                             | Die Walküre             | Wagner           |

## Discografia
- Beethoven, Sinf. n. 9 - Giulini/Varady/Van Nes, 1990 Deutsche Grammophon
- Beethoven: Missa Solemnis - Berlin Radio Chorus/Berliner Philharmoniker/Iris Vermillion/Julia Varady/René Pape/Sir Georg Solti/Vinson Cole, 1995 Decca
- Halévy: La Juive - Antonio de Almeida/José Carreras/Julia Varady/June Anderson/Philharmonia Orchestra, 1989 Philips
- Handel: Saul - Anthony Rolfe Johnson/Concentus Musicus Wien/Dietrich Fischer-Dieskau/Elizabeth Gale/Julia Varady/Konzertvereinigung Wiener Staatsopernchor/Nikolaus Harnoncourt/Paul Esswood, 1986 Teldec
- Mascagni: Cavalleria Rusticana - Julia Varady/Luciano Pavarotti/Piero Cappuccilli/Terry Edwards, 1978 Decca
- Mozart, Lucio Silla - Hager/Schreier/Auger/Varady, 1975 Deutsche Grammophon
- Mozart: Marriage of Figaro - Monika Schmidt/Ingrid Kertesi/Claes H. Ahnsjö/Sir Colin Davis/Heinz Zednik/Bavarian Radio Symphony Orchestra/Cornelia Kallisch/Ferruccio Furlanetto/Marilyn Schmiege/Atsuko Suzuki/Helen Donath/Chor des Bayerischen Rundfunks/Siegmund Nimsgern/David Syrus/Michael Gläser/Julia Varady/Gerhard Auer/Alan Titus, 1991 BMG RCA
- Offenbach: Hoffmanns Erzählungen - Julia Varady, EMI/Warner
- Strauss J, Pipistrello - Kleiber/Varady/Prey, 1975 Deutsche Grammophon
- Strauss J: Der Zigeunerbaron - Dietrich Fischer-Dieskau/Julia Varady/Willi Boskovsky/Walter Berry/Chor des Bayerischen Rundfunks/Münchner Rundfunkorchester/Hanna Schwarz, Warner
- Strauss R: Die Frau ohne Schatten - Hildegard Behrens/José van Dam/Julia Varady/Plácido Domingo/Reinhild Runkel/Sir Georg Solti/Sumi Jo/Vienna Philharmonic Orchestra, 1992 Decca - Grammy Award for Best Opera Recording 1993
- Strauss R, Arianna a Nasso - Masur/Norman/Fischer-Dieskau, 1988 Decca
- Wagner-Szenen (Tannhäuser/Lohengrin/Die Walküre) - Bayerisches Staatsorchester/Chor des Bayerischen Rundfunks/Dietrich Fischer-Dieskau/Julia Varady/Peter Seiffert, 1996 EMI/Warner

## DVD
- Mozart, Don Giovanni - Paata Burchuladze/Julia Varády/Alexander Malta/Samuel Ramey/Kathleen Battle/Gösta Winbergh/Anna Tomowa-Sintow/Ferruccio Furlanetto/Herbert von Karajan/Vienna Philharmonic Orchestra, 1987 Sony